# Wayne Dyer
El doctor Wayne W. Dyer (10 de maig de 1940, Detroit, Michigan - 29 d'agost de 2015, Comtat de Maui, Hawaii) era un escriptor nord-americà de llibres d'autoajuda.
La seva inspiració va ser la branca de l'anomenada Psicologia humanista, i en concret, Abraham Maslow. Aquesta pretenia ser el 4t paradigma, després de la Psicoanàlisi, la Psicologia conductista i la psicologia cognitiva. En els seus primers llibres, aquesta influència es mostra en la seva creença en les possibilitats de desenvolupament de la persona més enllà de " la normalitat", per arribar a desenvolupar totes les nostres potencialitats com a éssers humans (persona "sense límits"), en lloc de centrar-se a tractar la malaltia o el trastorn per situar-se en la normalitat, com fan les altres teories psicològiques.
Dyer era psicoterapeuta i tenia el doctorat en psicologia per la universitat de l'estat de Wayne i de la Universitat de Michigan, i va ensenyar a molts nivells, des preparatòria fins a universitat. És coautor de tres llibres de text, col·laborava amb molts diaris i donava conferències arreu del territori nord-americà. Apareixia regularment en programes de TV i ràdio.